# Phragmatobia ibarrae
Phragmatobia ibarrae là một loài bướm đêm thuộc phân họ Arctiinae, họ Erebidae.